# Jaderná elektrárna Maki
Jaderná elektrárna Maki (japonsky 玄海原子力発電所, Maki genširjoku hacudenšo) byla plánovaná jaderná elektrárna v Japonsku. Měla se nacházet poblíž města Maki v prefektuře Niigata. Plány na elektrárnu byly zrušeny v prosinci 2003. Elektrárnu měla vlastnit a provozovat společnost Tōhoku Electric Power Company. Elektrárna měla disponovat jedním varným reaktorem BWR-5 o hrubém výkonu 825 MW.

## Historie a technické informace

### Plánování
První plány na výstavbu jaderné elektrárny byly dokončeny dne 3. června 1969 a uveřejněny v květnu 1971. V roce 1971 společnost Tōhoku Electric Power Company, která stavbu zamýšlela, oficiálně oznámila stavební plány s cílem zahájit provoz v roce 1982. Vesnice Kakuhama, navrhované staveniště pro elektrárnu, byla za tímto účelem vylidněna a společnost prostřednictvím pomocí společnosti Tōhoku Kosan zajistila všechny pozemky. Akvizice se však zpozdila a v září 1983 byly na žádost Tōhoku Electric Power Company zastaveny bezpečnostní prověrky. Městská rada Maki hlasovala pro umístění jaderné elektrárny v prosinci 1977, následoval starosta města Maki, Takano Kandži v prosinci 1980 a guvernér prefektury Niigata, Kimi Takeo v listopadu 1981. V reakci na to v roce 1982 Tōhoku Electric Power Company požádalo ministerstvo mezinárodního obchodu a průmyslu o povolení k instalaci varného reaktoru.
Vlivem havárie Three Mile Island a černobylské havárie však obyvatelé přilehlých měst začali být stále více znepokojeni výstavbou jaderné elektrárny. Dne 5. února 1995 uspořádalo město Maki o plánu samosprávné referendum. Ze všech zúčastněných celkem hlasovalo 474 pro jadernou elektrárnu a 9 854 proti. Další referendum se konalo 4. srpna 1996 a odpůrci opět zvítězili.
Diskuse však neskončila. V roce 1999 prodal starosta Sasaguči Takaaki pozemky poblíž plánovaného staveniště elektrárny své vlastní organizaci, která byla proti výstavbě jaderné elektrárny. Prodej proběhl v rámci smlouvy, která zakazovala určité nakládání s těmito pozemky, což učinilo výstavbu elektrárny nemožnou. Člen městské rady, který projekt podpořil, podal na tento prodej žalobu, ale v roce 2003 byla tato soudem zamítnuta.

### Zrušení projektu
Společnost Tōhoku Electric Power Company stáhla své plány na jadernou elektrárnu Maki 24. prosince 2003. Dne 5. února 2004 také stáhla svou žádost o umístění jaderného reaktoru. 25. prosince 2004 byla také zrušena divize pro výstavbu jaderné elektrárny.

## Informace o reaktorech
| Reaktor | Typ reaktoru  | Výkon  | Výkon  | Zahájení výstavby                                | Připojení k síti                                 | Uvedení do provozu                               | Uzavření |
| Reaktor | Typ reaktoru  | Čistý  | Hrubý  | Zahájení výstavby                                | Připojení k síti                                 | Uvedení do provozu                               | Uzavření |
| ------- | ------------- | ------ | ------ | ------------------------------------------------ | ------------------------------------------------ | ------------------------------------------------ | -------- |
| Maki-1  | BWR-5 218-560 | 796 МW | 825 MW | plánovaná výstavba zrušena dne 24. prosince 2003 | plánovaná výstavba zrušena dne 24. prosince 2003 | plánovaná výstavba zrušena dne 24. prosince 2003 |          |